# Austin O'Brien
Pour les articles homonymes, voir O'Brien.
Austin Taylor O'Brien est un acteur américain né le 11 mai 1981 à Eugene, dans l'Oregon. Il est principalement connu pour avoir interprété le rôle de Danny Madigan dans le film de 1993, Last Action Hero, ainsi que pour celui de Nick dans le film de 1994, My Girl 2.

## Filmographie partielle

### Cinéma
- 1992 : Le Cobaye
- 1993 : Last Action Hero
- 1993 : Prehysteria / Dinosaures Story : Les Dinosaures Enchantés (Téléfilm)
- 1994 : My Girl 2
- 1995 : Apollo 13
- 1996 : Le Cobaye 2
- 2001 : Spirit (Téléfilm)

### Télévision
- 1995 : Urgences (1 épisode) (saison 2 épisode 8)
- 1996-1998 : Les Anges du bonheur (5 épisodes)
- 1996-1999 : Promised Land (en) (3 saisons, 67 épisodes)

## Distinctions

### Récompenses
- Young Artist Awards
  - Meilleure prestation dans une série télévisée - Premier rôle masculin 1998 (Promised Land (en))
  - Meilleure prestation dans une série télévisée - Premier rôle masculin 2000 (Promised Land (en))
  - Meilleur groupe dans une série 1999 (Promised Land (en))

### Nominations
- Saturn Awards :
  - Nommé au Saturn Award du meilleur jeune acteur 1994 (Last Action Hero)
- Young Artist Awards
  - Nommé à la Meilleure prestation dans un film - Premier rôle masculin 1994 (Last Action Hero)
  - Nommé à la Meilleure prestation dans un film - Premier rôle masculin 1995 (My Girl 2)
  - Nommé à la Meilleure prestation dans une série télévisée - Premier rôle masculin 1997 (Promised Land (en))
  - Nommé à la Meilleure prestation dans une sérié télévisée - Jeune invité tenant un premier rôle masculin (Guest star) 1997 (Urgences)
- YoungStar Awards :
  - Nommé au Meilleur jeune acteur dans une série 1998 (Promised Land (en))
  - Nommé au Meilleur jeune acteur dans une série 1999 (Promised Land (en))